# Myurium doii
Myurium doii là một loài Rêu trong họ Myuriaceae. Loài này được (Sakurai) Z. Iwats. mô tả khoa học đầu tiên năm 1978.